# 八頭町立安部小学校
八頭町立安部小学校（やずちょうりつ あべしょうがっこう）は、かつて鳥取県八頭郡八頭町安井宿にあった公立小学校。2017年（平成29年）3月に八東小学校と丹比小学校と統合により（新）八東小学校新設のため閉校した。2019年4月に安部小学校校庭に八東保育所が開園した。また、2022年11月より八頭町芸術文化交流プラザ『あーとふる八頭』として校舎が活用されている。
安部小学校が閉校してから、本校を卒業した中高生が中高生団体『安部小Project』を2018年（平成30年）4月に設立し活動をしている。毎月、校舎内清掃活動を実施しており8月には安部っ子夏祭りを開催する。

## 沿革
- 1874年（明治7年）4月9日 - 安井学校が創立[1]。
- 1875年（明治8年）4月 - 徳丸分校設置。
- 1878年（明治11年）3月 - 徳丸分校廃止。
- 1879年（明治12年）9月 - 安井小学校と改称。
- 1882年（明治15年）4月 - 日下部分校を設置。
- 1886年（明治19年）4月9日 - 安井尋常小学校と改称、並びに安井簡易小学校を設置。
- 1887年（明治20年）3月 - 日下部分校廃止。
- 1892年（明治25年）8月11日 - 安部村安井尋常小学校と改称。
- 1896年（明治29年）4月 - 六ヶ村組合立安井高等小学校開校。
- 1902年（明治35年）4月 - 安井裁縫学校設立。
- 1906年（明治39年）4月 - 屋内体操場の改築。
- 1908年（明治41年）4月1日 - 安井高等小学校と統合し安井尋常高等小学校と改称。
- 1917年（大正6年）3月 - 安井裁縫学校を廃止し安井実業補習学校を開設。
- 1919年（大正8年）4月 - 二教室及び内庭を増築落成。
- 1923年（大正12年）3月 - 安井実業補修学校を廃止し安井農業補習学校を開設。
- 1925年（大正14年）4月 - 本校舎平屋建て四教室を二階建てに改築。
- 1926年（大正15年）4月 - 奉安殿落成、安部村青年訓練所を開設。
- 1930年（昭和5年）4月 - 安部駅騒動により日下部の児童が隼小学校に転校。
- 1935年（昭和10年）4月 - 安井尋常高等小学校の校歌を制定。
- 1937年（昭和12年）4月 - 講堂新築。
- 1938年（昭和13年）4月 - 校門新設。
- 1941年（昭和16年）4月1日 - 国民学校令により安部国民学校と改称。
- 1943年（昭和18年）4月 - 八東部青年学校設置。
- 1946年（昭和21年）4月 - 校庭補修、校舎補強工事、奉安殿撤去。
- 1947年（昭和22年）4月1日 - 学制改革により安部村立安部小学校と改称。
- 1949年（昭和24年）4月 - 児童遊具を整備。
- 1953年（昭和28年）4月 - 講堂改築工事完成。
- 1954年（昭和29年）4月 - 安部小学校校章を制定。
- 1955年（昭和30年）8月20日 - 安部小学校同窓会の発足。
- 1956年（昭和31年）3月15日 - 安部村と八東村が合併し八頭村発足に伴い、八頭村立安部小学校と改称。
- 1959年（昭和34年）6月15日 - 八頭村と丹比村が合併、町制施行し八東町発足に伴い、八東町立安部小学校と改称。
- 1961年（昭和36年）4月 - 裏庭池完成。
- 1962年（昭和37年）4月 - 図書館移転改築。
- 1965年（昭和40年）4月 - 八東町議会が安部小学校と八東小学校との統合決議。安部校区民は一斉反対で阻止。
- 1968年（昭和43年）4月 - 町営プール竣工(安部小学校プール)
- 1970年（昭和45年）4月 - 岩石園を造形。
- 1974年（昭和49年）4月28日 - 創立百周年記念式典の挙行。
- 1984年（昭和59年）4月 - 安部小学校建築促進協議会の発足。
- 1988年（昭和63年）12月28日 - 現在地に新校舎が完成。
- 1988年（平成元年）12月25日 - 現在地に体育館が完成。
- 1991年（平成3年） 12月25日 - 現在地に安部小学校プールが完成。
- 1995年（平成7年）NHK全国学校音楽コンクール鳥取県大会合唱団出場。
- 2005年（平成17年）3月31日 - 郡家・船岡・八東町が合併し八頭町発足に伴い、八頭町立安部小学校と改称。
- 2008年（平成20年）7月 - 交通安全子ども自転車鳥取県大会で優勝し全国大会に出場。
- 2009年（平成21年）4月 - 安部小学校存続協議会の発足。
- 2012年（平成24年）4月 - 町教育委員会が三校の統合を平成29年3月末と定める。
- 2015年（平成27年）7月 - 交通安全子ども自転車鳥取県大会で優勝し全国大会に出場。
- 2016年（平成28年）8月13日 - 安部っ子納涼祭を地元有志で実施。
- 2017年（平成29年）3月31日 - 閉校。
- 2018年（平成30年）4月1日 - 中高生団体安部小Project設立。
- 2018年（平成30年）8月12日 - 第1回安部っ子夏祭り開催（安部小Project主催）。
- 2020年（令和2年）4月1日 - 学生団体Frontier School 設立。
- 2022年（令和4年）7月1日 - 安部地区公民館が移転開館。
- 2022年（令和4年）11月3日 - 八頭町芸術文化交流プラザ『あーとふる八頭』開館。

## 通学区域
- 八頭郡八頭町
  - 小別府、新興寺、桜ヶ丘、安井宿、上日下部、下日下部

## 進学先中学校
- 八頭町立八頭中学校

## 交通アクセス
- 若桜鉄道安部駅前、八東駅前：さんさんバス日下部 - 横田線「安部小学校前」バス停下車。